# Кубок СРСР з футболу 1947
Кубок СРСР з футболу 1947 — 8-й розіграш кубкового футбольного турніру в СРСР, який відбувся в червні-липні 1947 року. Володарем Кубка вчетверте став московський «Спартак».

## Зональний етап

### Центральна зона
Перший етап
| Команда 1           | Рахунок | Команда 2                 |
| ------------------- | ------- | ------------------------- |
| Спартак (Ленінград) | 1 – 2   | Локомотив (Москва)        |
| БО (Ленінград)      | 1 – 0   | Трудові резерви (Москва)  |
| Динамо (Вільнюс)    | 2 – 3   | Харчовик (Москва)         |
| ВМС (Москва)        | 4 – 2   | МВО (Москва)              |
| Калев (Таллінн)     | 3 – 0   | БО (Мінськ)               |
| Динамо (Рига)       | 0 – 1   | Метро (Москва)            |
| Буревісник (Москва) | 3 – 2   | Суднобудівник (Ленінград) |

1/4 фіналу
| Команда 1              | Рахунок | Команда 2          |
| ---------------------- | ------- | ------------------ |
| ВМС (Москва)           | 2 – 0   | Калев (Таллінн)    |
| Дзержинець (Ленінград) | 2 – 1   | Харчовик (Москва)  |
| БО (Ленінград)         | 3 – 1   | Локомотив (Москва) |
| Буревісник (Москва)    | 1 – 0   | Метро (Москва)     |

Півфінали
| Команда 1              | Рахунок | Команда 2           |
| ---------------------- | ------- | ------------------- |
| Дзержинець (Ленінград) | 1 – 0   | БО (Ленінград)      |
| ВМС (Москва)           | 6 – 3   | Буревісник (Москва) |

Фінал
| Команда 1              | Рахунок | Команда 2    |
| ---------------------- | ------- | ------------ |
| Дзержинець (Ленінград) | 0 – 5   | ВМС (Москва) |

### I зона РРФСР
Перший етап
| Команда 1                 | Рахунок | Команда 2                        |
| ------------------------- | ------- | -------------------------------- |
| Торпедо (Ульяновськ)      | 3 – 2   | Завод ім. Кіркіж (Ковров)        |
| Хімік (Дзержинськ)        | 3 – 2   | Крила Рад (Уфа)                  |
| Торпедо (Горький)         | 6 – 0   | Завод ім. Калініна (Калінінград) |
| Червоний Прапор (Іваново) | 4 – 1   | Зеніт (Іжевськ)                  |

1/4 фіналу
| Команда 1            | Рахунок  | Команда 2                 |
| -------------------- | -------- | ------------------------- |
| Торпедо (Ульяновськ) | [ 2 ]    | Хімік (Дзержинськ)        |
| Динамо (Казань)      | [ 3 ]    | Торпедо (Ярославль)       |
| Динамо (Саратов)     | 1 – 2 дч | Трактор (Куйбишев)        |
| Торпедо (Горький)    | 5 – 2    | Червоний Прапор (Іваново) |

Півфінали
| Команда 1         | Рахунок | Команда 2            |
| ----------------- | ------- | -------------------- |
| Торпедо (Горький) | 3 – 1   | Трактор (Куйбишев)   |
| Динамо (Казань)   | 0 – 1   | Торпедо (Ульяновськ) |

Фінал
| Команда 1         | Рахунок | Команда 2            |
| ----------------- | ------- | -------------------- |
| Торпедо (Горький) | 5 – 0   | Торпедо (Ульяновськ) |

### II зона РРФСР
Перший етап
| Команда 1            | Рахунок | Команда 2              |
| -------------------- | ------- | ---------------------- |
| ОБО (Новосибірськ)   | 4 – 0   | Крила Рад (Молотов)    |
| Динамо (Свердловськ) | 6 – 1   | Авангард (Свердловськ) |

1/4 фіналу
| Команда 1                 | Рахунок | Команда 2                |
| ------------------------- | ------- | ------------------------ |
| Дзержинець (Нижній Тагіл) | 0 – 1   | Динамо (Челябінськ)      |
| ОБО (Новосибірськ)        | 5 – 0   | Крила Рад (Новосибірськ) |
| Динамо (Свердловськ)      | 3 – 0   | Дзержинець (Челябінськ)  |
| ОБО (Свердловськ)         | 9 – 0   | Крила Рад (Омськ)        |

Півфінали
| Команда 1            | Рахунок | Команда 2          |
| -------------------- | ------- | ------------------ |
| Динамо (Челябінськ)  | 2 – 1   | ОБО (Новосибірськ) |
| Динамо (Свердловськ) | 3 – 0   | ОБО (Свердловськ)  |

Фінал
| Команда 1           | Рахунок | Команда 2            |
| ------------------- | ------- | -------------------- |
| Динамо (Челябінськ) | 2 – 1   | Динамо (Свердловськ) |

### Зона Кавказ
1/4 фіналу
| Команда 1               | Рахунок | Команда 2           |
| ----------------------- | ------- | ------------------- |
| Нафтовик (Баку)         | 2 – 3   | Динамо (Єреван)     |
| Динамо (Ростов-на-Дону) | 3 – 0   | Крила Рад (Тбілісі) |
| Спартак (Єреван)        | 2 – 0   | Динамо (Баку)       |
| Локомотив (Тбілісі)     | 1 – 0   | ОБО (Тбілісі)       |

Півфінали
| Команда 1               | Рахунок | Команда 2           |
| ----------------------- | ------- | ------------------- |
| Динамо (Ростов-на-Дону) | 4 – 0   | Локомотив (Тбілісі) |
| Динамо (Єреван)         | 2 – 0   | Спартак (Єреван)    |

Фінал
| Команда 1       | Рахунок | Команда 2               |
| --------------- | ------- | ----------------------- |
| Динамо (Єреван) | 6 – 1   | Динамо (Ростов-на-Дону) |

### Українська зона
Перший етап
| Команда 1               | Рахунок  | Команда 2                |
| ----------------------- | -------- | ------------------------ |
| Спартак (Львів)         | 1 – 3    | Спартак (Херсон)         |
| ОБО (Київ)              | 1 – 2    | Шахтар (Сталіне)         |
| Динамо (Кишинів)        | 4 – 1 дч | Дзержинець (Харків)      |
| Спартак (Ужгород)       | 3 – 1    | Суднобудівник (Миколаїв) |
| Сталь (Дніпропетровськ) | 3 – 2 дч | Харчовик (Одеса)         |

1/4 фіналу
| Команда 1               | Рахунок | Команда 2             |
| ----------------------- | ------- | --------------------- |
| Динамо (Ворошиловград)  | 2 – 0   | Локомотив (Харків)    |
| Шахтар (Сталіне)        | 5 – 0   | Більшовик (Запоріжжя) |
| Спартак (Херсон)        | 3 – 1   | Динамо (Кишинів)      |
| Сталь (Дніпропетровськ) | 6 – 2   | Спартак (Ужгород)}    |

Півфінали
| Команда 1               | Рахунок | Команда 2              |
| ----------------------- | ------- | ---------------------- |
| Сталь (Дніпропетровськ) | 2 – 0   | Шахтар (Сталіне)       |
| Спартак (Херсон)        | 0 – 1   | Динамо (Ворошиловград) |

Фінал
| Команда 1              | Рахунок | Команда 2               |
| ---------------------- | ------- | ----------------------- |
| Динамо (Ворошиловград) | 3 – 1   | Сталь (Дніпропетровськ) |

### Середньоазійська зона
Перший етап
| Команда 1           | Рахунок | Команда 2          |
| ------------------- | ------- | ------------------ |
| Динамо (Сталінабад) | [ 5 ]   | Спартак (Алма-Ата) |

1/4 фіналу
| Команда 1           | Рахунок  | Команда 2           |
| ------------------- | -------- | ------------------- |
| Локомотив (Ашхабад) | 0 – 3    | Динамо (Алма-Ата)   |
| Динамо (Ташкент)    | 2 – 1 дч | Спартак (Ташкент)   |
| Динамо (Фрунзе)     | 1 – 2 дч | ОБО (Ташкент)       |
| Зеніт (Фрунзе)      | 1 – 4    | Динамо (Сталінабад) |

Півфінали
| Команда 1         | Рахунок | Команда 2           |
| ----------------- | ------- | ------------------- |
| Динамо (Ташкент)  | 0 – 2   | Динамо (Сталінабад) |
| Динамо (Алма-Ата) | 1 – 0   | ОБО (Ташкент)       |

Фінал
| Команда 1         | Рахунок | Команда 2           |
| ----------------- | ------- | ------------------- |
| Динамо (Алма-Ата) | 2 - 1   | Динамо (Сталінабад) |

## Фінальний етап

### 1/16 фіналу
| Команда 1            | Рахунок  | Команда 2         |
| -------------------- | -------- | ----------------- |
| Спартак (Москва)     | 4 – 0    | Торпедо (Горький) |
| ЦБЧА (Москва)        | 5 – 0    | Динамо (Єреван)   |
| Крила Рад (Куйбишев) | 3 – 1 дч | Динамо (Алма-Ата) |

### 1/8 фіналу
| Команда 1              | Рахунок | Команда 2            |
| ---------------------- | ------- | -------------------- |
| Динамо (Тбілісі)       | 1 – 0   | Динамо (Мінськ)      |
| Торпедо (Москва)       | 6 – 0   | ВМС (Москва)         |
| Динамо (Київ)          | 2 – 1   | Трактор (Сталінград) |
| ВПС (Москва)           | 0 – 1   | Зеніт (Ленінград)    |
| ЦБЧА (Москва)          | 4 – 1   | Динамо (Москва)      |
| Динамо (Ленінград)     | 2 – 0   | Крила Рад (Москва)   |
| Спартак (Москва)       | 3 – 0   | Крила Рад (Куйбишев) |
| Динамо (Ворошиловград) | 5 – 2   | Динамо (Челябінськ)  |

### 1/4 фіналу
| Команда 1          | Рахунок  | Команда 2              |
| ------------------ | -------- | ---------------------- |
| Торпедо (Москва)   | 2 – 1 дч | Динамо (Тбілісі)       |
| ЦБЧА (Москва)      | 4 – 0    | Динамо (Ворошиловград) |
| Спартак (Москва)   | 2 – 0    | Динамо (Київ)          |
| Динамо (Ленінград) | 1 – 0    | Зеніт (Ленінград)      |

### Півфінали
| Команда 1        | Рахунок | Команда 2          |
| ---------------- | ------- | ------------------ |
| Спартак (Москва) | 2 – 1   | Динамо (Ленінград) |
| Торпедо (Москва) | 1 – 0   | ЦБЧА (Москва)      |

### Фінал
| 21 липня 1947 |

| «Спартак»                 | 2 – 0 | «Торпедо» |
| ------------------------- | ----- | --------- |
| Дементьєв 22' Тімаков 40' | Звіт  |           |

| «Динамо» (Москва) Глядачів: 70 000 Арбітр: Латишев (Москва) |